# Kenneth Carmohn
Kenet Carmohn Munk/Kenneth Carmohn Späth, född 24 januari 1965, är en dansk skådespelare utbildad på Statens Teaterskole i Köpenhamn 1999.
Han har varit anställd vid flera teatrar i Köpenhamn. Bland annat spelade han Clemmens i "Morderenglen" på Betty Nansen Teatret och Hr. Pind i "Den luft andre indånder" på Mungo Park. 
Kenneth Carmohns första insats var som statist i filmen "De uanstændige" 1983. Efter några år då han utbildade sig till och arbetade som frisör debuterade han som filmskådespelare år 1995 i rollen som servitris i filmen "Farligt venskab". 
Han har också haft ett par mindre tv-roller i serierna "Rejseholdet" och "Skjulte spor".
Kenneth Carmohn arbetar som privat skådespelarcoach till flera skådespelare.
Han var gift med artisten Pernille Pettersson Carmohn.

## Film
- De uanstændige (1983) - som statist
- Farligt venskab (1995)
- De vendte aldrig hjem (1997)
- Baby (2003)
- Konge kabale 2004
- Den gode strømer (2004)
- Han, hun og Strindberg (2006)
- Viking Saga (2007)
- Sandheden om mænd (2010)
- Klovn' (filmen) 2012
- Kvinden i buret 2012
- Skytten 2012

## Teaterskådespel
- Samleren
- Klokkeren fra Notre Dame på Folketeatret
- Morder englen på Betty Nansen Teatret
- Kameliadamen på Århus Teater
- Carmen negre på Århus Teater
- Den luft andre indånder på Mungo Park
- Hedda på Kalaidoskop Teatret

## Skådespelar- och castingcoach
- Skådespelarcoach på spelfilmen "Midsommer"
- Skådespelarcoach på spelfilmen "Den gode strømer"
- Skådespelarcoach på spelfilmen "Inkasso"
- Skådespelarcoach på TV2s Julekalender "Jesus og Josefine".
- Skådespelarcoach på Danmarks Radios serie "Sommer"
- Castingcoach på spelfilmen "Drabet"
- Castingcoach på musikteaterföreställningen "Den eneste ene"